# تانل اسپرینگز (آلاباما)
تانل اسپرینگز (به انگلیسی: Tunnel Springs) یک منطقهٔ مسکونی در ایالات متحده آمریکا است که در شهرستان مونرو، آلاباما واقع شده‌است. تانل اسپرینگز ۹۹٫۰۶ متر بالاتر از سطح دریا واقع شده‌است.